# Fatima Zahra Oukazi
Fatima Zahra Oukazi née le 18 janvier 1984 à Chlef, en Algérie, est une joueuse algérienne de volley-ball. Elle mesure 1,77 m et joue passeuse.

## Club
Club actuel :  GS Pétroliers (ex MC Alger)
 Club précédent:  GS Chlef

## Palmarès

### Équipe nationale
- Jeux olympiques
  - 11e Pékin 2008 ( Chine) [2]

- Championnat du monde
  - 21e en 2010 ( Japon)

- Coupe du monde
  - 11e en 2011 ( Japon)
- Grand Prix
  - 27e en 2015 ( États-Unis)[3]

- Championnat d'Afrique
  -  Vainqueur en 2009 ( Algérie)
  -  Finaliste en 2015 ( Kenya)
  -  Finaliste en 2007 ( Kenya)

- Jeux africains
  -  Vainqueur en 2011 ( Mozambique)
  -  Vainqueur en 2007 ( Algérie)

- Championnat d'Afrique des moins de 20 ans
  -  Vainqueur en 2000 (  Tunisie)
  -  Vainqueur en 2002 (  Tunisie)

- Championnat du monde des moins de 20 ans
  - 9e en 2001 (  République dominicaine)
  - 13e en 2003 ( Thaïlande)

### Clubs
GS Chlef
- Championnat arabe des clubs champions
  -  Finaliste : 2005 ( Jordanie)
- Championnat d'Algérie
  -  Vainqueur :2006
- Coupe d'Algérie
  -  Vainqueur :2005[4]
  -  Finaliste : 2006

MC Alger
- championnat d'Afrique des clubs champions
  -  Vainqueur en 2014
  -  Finaliste en 2013
  -  Finaliste en 2008

- Coupe du Monde des Clubs
  - 5e en 2014 ( Suisse)[5]
- Championnat d'Algérie
  -  Vainqueur : 2007 , 2008, 2009, 2010, 2011, 2013, 2014
- Coupe d'Algérie
  -  Vainqueur : 2008, 2009, 2010, 2011, 2012, 2013, 2014

### Autres
- 2e place championnat d’Afrique juniors 2005 en Égypte

- Médaille d’argent Jeux arabes 2011 au Qatar

### Récompenses et distinctions
- Meilleure passeuse d’Afrique
  - Meilleure passeuse du Championnat d'Afrique 2009
  - Meilleure passeuse du championnat d'Afrique des clubs champions 2008 [6]
  - Meilleure passeuse du Championnat d'Afrique des clubs champions 2013
  - MVP du Championnat d'Afrique des clubs champions  2014
- Meilleure passeuse du championnat arabe
  - Meilleure passeuse du championnat arabe des clubs champions 2005

- Meilleurs athlète sportive de l’année 2014